# Vassitjåkka
De Vassitjåkka, Noord-Samisch: Vássečohkka, is een groep bergen in het noorden van Zweden. De groep heeft drie toppen; de noordwestelijke met 1361 m, de middelste 1491 m en de oostelijk top ligt op 1590 meter. De Vassitjåkka ligt in het Scandinavische Hoogland, in de gemeente Kiruna op vier kilometer van de grens met Noorwegen en ten zuiden van de Europese weg 10 en de Ertsspoorlijn, die op ongeveer een km. Smeltwater van de berg komt in de Vassijåkka en stroomt daar door verder onder het spoor en de weg door naar het meer Vassijaure.
- foto. gearchiveerd